# Penisola di Lizard
La penisola di Lizard (in inglese semplicemente nota come The Lizard; in cornico An Lysardh) è una penisola nel sud della Cornovaglia, Regno Unito. Essa è la regione più meridionale della Gran Bretagna e termina con Capo Lizard estremo lembo meridionale delle isole britanniche. Il villaggio di Lizard, il più meridionale centro abitato britannico a parte le isole Scilly, si trova a Landewednack, la parrocchia civile più a sud. La penisola misura circa 23 km per 23 km. Si trova a sud-ovest di  Falmouth 16 km a est di Penzance.

## Storia
Il nome "Lizard" è probabilmente una storpiatura del cornico "Lys Ardh", che significa "corte alta"; è pura coincidenza che la maggior parte della penisola è composta da una roccia chiamata serpentino. Il nome originario della penisola di Lizard potrebbe esser stato in celtico "Predannack" ("britannico") così come durante l'età del ferro (Pitea circa 325 a.C.) e nel periodo romano, la Gran Bretagna fu nota come Pretannike (in lingua greca) e come Albion (e i britannici Pretani).
La costa di Lizard è particolarmente pericolosa per le imbarcazioni e il mare a essa antistante fu anticamente conosciuto come "Cimitero delle imbarcazioni". Il faro di Capo Lizard venne costruito a Capo Lizard nel 1752 e la Royal National Lifeboat Institution gestisce una stazione di salvataggio marino.
Esistono diversi siti naturali protetti nella penisola di Lizard; la riserva naturale di Predannack, l'isola Mullion, Goonhilly Downs e il santuario nazionale delle foche a Gweek. Una zona che copre 1 662 ettari è protetta come Parco nazionale a difesa di un prato di erica, della costa e dell'entroterra.